# Mesochorus versicolor
Mesochorus versicolor là một loài tò vò trong họ Ichneumonidae.